# Єлизаветкино
Єлизаветкино (рос. Елизаветкино) — присілок в Старицькому районі Тверської області Російської Федерації.
Населення становить 41 особу. Входить до складу муніципального утворення Ново-Ямське сільське поселення.

## Історія
Від 2005 року входить до складу муніципального утворення Ново-Ямське сільське поселення. Раніше населений пункт належав до Суровцовського сільського округу.

## Населення
| 2008 | 2010 |
| ---- | ---- |
| 43   | ↘41  |